# فرنز آلت
فرانز لیوپولد آلت (Franz Leopold Alt) (۳۰ نوامبر ۱۹۱۰ – ۲۱ ژوئیه ۲۰۱۱)، یک ریاضی‌دان آمریکایی متولد اتریش بود، که در روزهای آغازین پیشرفت علوم کامپیوتر سهمی بزرگی داشت. او به‌خاطر این‌که یکی از بنیان‌گذاران انجمن ماشین‌های حساب‌گر بود، بسیار معروف شد و از ۱۹۵۰ تا ۱۹۵۲ میلادی به عنوان رئیس آن انجمن خدمت کرد.

## وین
آلت در شهر وین، پایتخت اتریش در ۳۰ نوامبر ۱۹۹۰ در یک خانواده یهودی سکولار چشم به جهان گشود. وی دکترای خود در رشته ریاضی را در ۱۹۳۲ میلادی از دانشگاه وین به‌دست‌آورد، عنوان رساله وی تعریف متریکی از انحنای یک منحنی (Metrische Definition der Krümmung einer Kurve) بود. استادان اصلی وی هانس هان و کارل منگر بودند. وی یکی از اشتراک کنندگان دایمی و فعال در جلسات گفت و شنود ریاضی منگر بود. [سخن پایانی، کارلر منگر، Ergebnisse eines Mathematischen Kolloquiums, Springer-Verlag/Wien، ۱۹۹۸ میلادی] آلت به تحقیق در توپولوژی نظری مجموعه‌ها و مبانی منطقی هندسه مشغول شد.
بر علاوه، او طی چند سال بعدی به اقتصادسنجی علاقه‌مند شد، پروفسور اسکار مورگنشترن که در آن وقت پرفیسور اقتصاد در دانشگاه وین بود، بعداً به دانشگاه پرینستون تغییر نام داده شد، این انگیزه را در آلت برانگیخته بود. در ۱۹۳۶ میلادی، آلت مبانی بدیهی مفاهیم اقتصادی را توسعه داده و در مقاله «Ueber die Messbarkeit des Nutzens» تشریح کرد، سپس وی این مقاله را در کنگره بین‌المللی ریاضی‌دانان در اسلو ارایه نمود (در ژورنال اقتصاد (Zeitschrift für Nationalökonomie), VII/2، ۱۹۳۶ میلادی به زبان آلمانی چاپ شد). ترجمه انگلیسی این مقاله تحت عنوان «پیرامون اندازه‌گیری مطلوبیت» در رجحان‌ها، مطلوبیت و تقاضا به چاپ رسید: یک سپموزیوم در مینه‌سوتا (هارکورت بریس جوانویچ، ۱۹۷۱).

## نیویورک
آلت پس از اشغال اتریش توسط آلمان نازی در ۱۹۳۸ میلادی با خانم خود آلیس مدرن به شهر نیویورک آمد، وی درست قبل از ترک وین با خانم خود ازدواج کرده بود. برای چند سال آینده، نخستین اولویت آن‌ها نجات بستگان و دوستانی بود، که در معرض خطر ترور توسط نازی‌ها در اتریش و آلمان بودند. این امر شامل پیدا کردن آمریکایی‌های می‌شد که حاضر بودند به عنوان حامی‌مالی (اسپانسر) ویزای پناهندگی عمل کنند، آن‌ها توانستند به فرار حدود ۳۰ بزرگ‌سال و کودک کمک کنند.
آلت از ۱۹۳۸ تا ۱۹۴۶ میلادی برای شش سال در مؤسسه اقتصادسنجی شهر نیویورک کار می‌کرد، این کار با دو سال خدمت در ارتش ایالات متحده با وقفهٔ روبرو شد. زمانی که وی در مؤسسه اقتصادسنجی بود، به عنوان پژوهش‌گر اصلی و معاون بخش پژوهش خدمت می‌کرد و مشغول تحلیل مقالات اکانامیک تایم با استفاده از روش‌های چون همبستگی چندگانه بود، که برای پیش‌بینی تجاری از آن استفاده می‌شد. کار وی شامل استفاده از روش‌های ریاضی و آماری برای مطالعه و پیش‌بینی اوضاع تجارت در اقتصاد به‌صورت کل و برخی صنایع، اقلام و بازارهای اوراق بهادار به‌صورت خاص می‌شد. یکی از مشتریانی که آلت به آن مشاوره می‌داد شرکت جنرال موتورز بود.

## ارتش – فرقه دهم کوهستان موظف در ابردین
هنگام ورود ایالات متحده به جنگ جهانی دوم، آلت برای خدمت نظامی داوطلب شد، اما در اول به دلیل این‌که بی‌گانه است پذیرفته نشد؛ او در سال ۱۹۴۳ میلادی در ارتش شامل شد. (شهروندی ایالات متحده در ۱۹۴۴ میلادی به او اعطاء گردید). پس از آن آلت در فرقه دهم کوهستان که یک فرقه نخبه بود و برای اسکی، صخره‌نوردی و جنگ در کوهستان آموزش دیده بودند، خدمت نمود. آلت در آخر هفته‌ها، دوست داشت به تنهایی یا با دوستان به اسکی صحرایی برد، یا به قله‌ها در نزدیکی کمپ هیل بالا شود؛ یادداشت وی از اراضی که در جریان سه بار صخره‌نوردی به قله گردآوری شده بود در «آپالاچیا» در تابستان/خزان ۲۰۱۴ به چاپ رسید، آپالاچیا ژورنال مربوط به کلب کوهستان آپالچیا بود. تقریباً در نزدیکی ختم جنگ، او به عنوان ستوان دوم از آموزش‌های افسری فارغ شد.
هنگام خدمت در ارتش، او در ۱۹۴۵ میلادی به عنوان مسئول برنامه‌ریزی برای محاسبه الکترونیک در آبردین پروو گروند توظیف شد. پس از ترخیص از ارتش، او دوباره برای یک سال به مؤسسه اقتصادسنجی بازگشت. به عنوان یک غیرنظامی دوباره در سال‌های ۱۹۴۶ تا ۱۹۴۸ به آبردین برگشت و معاون ارشد آزمایش‌گاه محاسبات شد، این آزمایش‌گاه یک سازمان خدمات ریاضی همه-منظوره بود، که روی ماشین‌های بزرگ محاسبه دیجیتل و آنالوگ، نصب پانج کارد و خدمات تقلیل داده‌ها کار می‌کرد.

## اداره کل استانداردها، واشینگتن، دی سی
آلت هنگامی که معاون کل آزمایش‌گاه محاسباتی (۱۹۴۸ – ۱۹۵۲) و بعداً معاون کل بخش ریاضی کاربردی (۱۶۵۲ – ۱۹۶۷) بود، استفاده اولیه از کامپیوتر را در سراسر اداره کل استانداردها و سایر ادارات حکومت فدرال مروج کرد، وی هم‌چنین پژوهش‌های در آنالیز عددی، انجنیری آماری و برخی حوزه‌های دیگر ریاضی کاربردی انجام داد. از ۱۹۵۹ تا ۱۹۶۱ میلادی، او یکی از ویراستارهای ژورنال پژوهشی اداره کل استانداردها بود.
وی برای چندین سال به عنوان مسئول برنامهٔ اداره کل استانداردها که طی آن کمک‌های مالی برای پژوهش در فیزیک و شیمی ارایه می‌شد در هندوستان، پاکستان و اسرائیل خدمت کرد، در این زمان ارز خارجی (PL 480) برای این اهداف در دسترس اداره کل قرار داده شده بود.
در این زمان، او هم‌چنین به استفاده از کامپیوتر به عنوان وسیلهٔ برای ترجمه خودکار زبان‌ها علاقه‌مند شد. این اشتیاق باعث بنیان‌گذاری انجمن زبان‌های محاسباتی و برگزاری دو جلسه بین‌المللی به‌طور مشترک با یک گروه مشابه در جاپان شد، یک جلسه در واشینگتن دی سی و جلسه دیگر در توکیو.

## انجمن ماشین‌های حساب‌گر ACM
آلت یک تاریخچه طولانی با انجمن ماشین‌های حساب‌گر که با اختصار ACM شناخته می‌شود، دارد. او یکی از بنیان‌گذاران انجمن و سومین رئیس آن بود (۱۹۵۰–۱۹۵۲). او ویراستار ژورنال این انجمن نیز بود (۱۹۵۴–۱۹۵۸). آلت نخستین دریافت کننده جایزه خدمت متمایز (۱۹۷۰) از این انجمن بود. در ۱۹۹۴ میلادی، وی شامل نخستین گروهی بود، که به عنوان عضو ACM انتخاب شد. آلت از سال‌های ۱۹۶۱ تا ۱۹۶۴ میلادی از ACM در شورای ملی پژوهش نمایندگی می‌کرد. وی هم‌چنین عضو جامعه ریاضی آمریکا، عضو پیشین انجمن آمار آمریکا، مؤسسه آمار ریاضی، جامعه اقتصادسنجی و انجمن زبان‌های محاسباتی بود.
آلت چندین‌بار در مورد تاریخچه ACM نوشته و مصاحبه‌های نیز با وی در این رابطه صورت گرفته‌است. او «پانزده سالگی ACM را نوشت: سال‌های توسعه ACM، آن‌گونه که توسط اعضای بنیان‌گذار و رئیس قبلی آن فرانز ال. آلت بازگو شده‌است، نشان‌دهنده بازیگران و فرایند پیشرفت سازمانی است که متعهد به شریک سازی دانش و مهارت‌های محاسباتی می‌باشد» (ارتباطات ACM، ژوئن ۱۹۶۲، جلد ۵، شماره ۶؛ چاپ مجدد در اکتبر ۱۹۸۷، جلد ۳۰، شماره ۱۰).
اتا سی. مرزباچ در ۱۹۶۹ میلادی با آلت جهت گردآوری معلومات برای کلکسیون تاریخچه شفاهی کامپیوتر در موزه ملی تاریخ آمریکا، مصاحبه نمود. رونوشت تاریخچه شفاهی در بایگانی نیلز بوهر، مؤسسه فیزیک آمریکا در ۲۴ فوریه و ۱۳ مارس ۱۹۶۹ میلادی در دسترس قرار داده شد.
انجمن ماشین‌های حساب‌گر (ACM) نخستین جایزه خدمات متمایز را در ۱۹۷۰ میلادی به فرانز آلت اهدا کرد.
آلت برای ۲۵ سال‌روز گرامی داشت تأسیس ACM در «باستان‌شناسی کامپیوترها: خاطرات، ۱۹۴۵–۱۹۴۷» (ارتباطات ACM، ژوئیه ۱۹۷۲، جلد ۱۵ شماره ۷) چنین نوشت:
ما موفق شده بودیم جان فون نومان را به عنوان سخنران اصلی [برای نخستین جلسه ملی ACM] بگزینیم. وی روی نیاز به محاسبه الکترونیک و اثرات احتمالی آن بحث کرد. او در مورد «روش جدید برنامه‌نویسی» برای انیاک (محاسبه‌گر و یکپارچه‌ساز عددی الکترونیکی) تذکر داده و افزود که واژه نامهٔ ظاهراً کوچک آن در واقع بسیار وسیع بود؛ این‌که کامپیوترهای آینده، که در آن زمان در مرحله طراحی قرار داشت، ده‌ها نوع دستور با خود خواهد داشت و این برای اظهار کل ریاضیات کافی پنداشته می‌شد… فون نومان ادامه داد و گفت که انسان باید از این رقم کوچک متحیر شود، چون تصور می‌شد که تنها ۱٬۰۰۰ کلمه برای تمامی اوضاع زندگی واقعی کافی است و ریاضی تنها بخش کوچکی از زندگی بود و از این‌رو سهمی کمی در این ۱٬۰۰۰ کلمه داشت. این گفته‌ها تا حدی شادی و سر و صدا در میان مخاطبین ایجاد کرد و فون نومان را به گفتن این برانگیخت که: «اگر مردم باور ندارند، که ریاضی چقدر ساده است، این تنها به این خاطر است که آن‌ها نمی‌دانند زندگی چقدر پیچیده‌است».
جنیت بینتون در ۱۹۹۵ میلادی با آلت مصاحبه نمود (با این نقل قول که «فرانز آلت سال‌های اولیه محاسبه و ایجاد ACM را به‌خاطر دارد»، پیوست ACMMemberNet به ارتباطات ACM، فوریه ۱۹۹۶، جلد ۳۹، شماره ۲).
او در پنجاهمین سال‌گرد ژورنال ACM، مقاله «ژورنال ACM – اوایل» را نوشت (ژورنال ACM، ژانویه ۲۰۰۳، جلد ۵۰، شماره ۱).
ACM با رؤسای پیشین مصاحبه می‌کرد، از جمله مصاحبه با آلت توسط اتشوشی اکیرا در ۲۰۰۶ میلادی؛ برای دسترسی به این مصاحبه و منابع بیشتر ACM توسط آلت و در مورد وی، به acm.org بروید و «فرانز ال. آلت» را جست‌جو کنید.

## مؤسسه فیزیک آمریکا، نیویورک
او که از جنگ در ویتنام ناراحت شده بود، در ۱۹۶۷ میلادی موقف رسمی در حکومت ایالات متحده را رها نموده و به عنوان معاون عمومی بخش معلومات به مؤسسه فیزیک آمریکا در نیویورک رفت. او در آن‌جا نقش اساسی در ایجاد یک سیستم کامپیوتری معلومات برای مقالات موجود در ادبیات ژورنال فیزیک داشت، از جمله طبقه‌بندی سلسله مراتبی، فهرست سازی موضوعات و یک نمایه استنادی.

## بازنشستگی
پس از بازنشستگی در ۱۹۷۳ میلادی، او به‌طور داوطلبانه برای سازمان‌های که در راستای صلح و عدالت فعال بودند کار می‌کرد، کارهای وی بیشتر روی صلح در جنوب شرق آسیا و فعالیت‌های ضد-سلاح هستهٔ تمرکز داشت، به‌ویژه برای سازمان‌های روحانی و غیر روحانی که به جنگ ویتنام می‌پرداختند (۱۹۷۶ – ۱۹۹۱) [شیلا کولینز، «مرد تمامی فصل‌ها: بزرگ‌داشتی از فرانز آلت، «گزارش CALC، اکتبر ۱۹۸۸]. وی در طول زندگی خود به سرگرمی‌های همیشگی‌اش که رهنوردی، کوه‌نوردی و اسکی بازی بود ادامه داد. هم‌چنین نواختن ویلون و ویلا در موسیقی مجلسی. جنیت هیز به‌خاطر کتابش به‌نام «در شهر نیویورک بازنشسته شوید – حتی اگر ثروت‌مند نیستید» با وی مصاحبه کرد، (شیکاگو، بونُس بکس، ۲۰۰۲). وی در نوامبر ۲۰۱۰، ۱۰۰ ساله شد.

## سپاس‌گذاریها
رینهارد سیگموند-سکالتز با آلت در مورد تاریخچه ریاضی‌دان‌های آلمانی و اتریشی که از هیتلر گریختند مصاحبه نمود. ریاضی‌دان‌های که از آلمان نازی فرار کردند: سرنوشت‌های فردی و تأثیر جهانی (نشریه دانشگاه پرینستون، ۲۰۰۹ میلادی) (Mathematiker auf der Flucht vor Hitler: Quellen und Studien zur Emigration einer Wissenschaft, (Deutsche Mathematiker-Vereinigung, 1998)).
آلت در ۱۹۹۸ میلادی در کنگره بین‌المللی ریاضی‌دان‌ها در برلین به عنوان مهمان انجمن ریاضی آلمان (Deutsche Mathematiker-) شرکت کرد، تا کار خود «ترور و تبعید: ستم و اخراج ریاضی‌دانان از برلین میان سال‌های ۱۹۳۳–۱۹۴۵ میلادی» را به نمایش بگذارد.
انجمن ریاضی اتریش (Oesterreichische Mathematische Gesellschaft) از وی دعوت نمود، تا در جلسه مشترک ۲۰۰۱ انجمن‌های ریاضی آلمان و اتریش اشتراک نموده و کار خود «وین در ۱۹۳۸ و خروج ریاضی‌دانان» را به نمایش بگذارد. او در آغاز نمایشگاه علمی، در مورد خاطره‌های خود صحبت کرد.
صدراعظم آلفرد گوزنباور در ماه می ۲۰۰۷، جایزه «Ehrenkreuz fuer Wissenschaft und Kunst I. Klasse» را به آلت اهدا کرد، که بلندترین نشان برای علوم و هنر در اتریش است. دکتر کارل سیگموند، پروفسور ریاضی در دانشگاه وین، در یک گردهمایی علمی در مورد جایگاه آلت در تاریخ ریاضی وین در میان جنگ‌ها صحبت کرد.

## نشریات
- Electronic Digital Computers: Their Use in Science and Engineering, (New York: Academic Press, 1958) and of numerous technical papers.
- Ed. , Advances in Computers, Volumes 1–11 (New York: Academic Press, 1960–70).
- "End-Running Human Intelligence", in Peter J. Denning and Robert M. Metcalfe, eds. , Beyond Calculation: The Next Fifty Years of Computing (New York: Springer Verlag, 1997).